# Балтазар (Мекленбург)
Вижте пояснителната страница за други личности с името Балтазар.
Балтазар фон Мекленбург (на немски: Balthasar von Mecklenburg; * 1451; † 16 март 1507, Визмар) е херцог на Мекленбург (сърегент от 1477 до 1507 г.), коадютор (администратор) на манастир Хилдесхайм (1471 – 1474) и на манастир Шверин (1474 – 1479).

## Живот
Той е четвъртият син на херцог Хайнрих IV фон Мекленбург (1417 – 1477) и Доротея фон Бранденбург (1420 – 1491), дъщеря на курфюрст Фридрих I от Бранденбург (1371 – 1440) от Дом Хоенцолерн. Брат е на Албрехт VI, Йохан VI и Магнус II, с които е сърегент от 1477 до 1507 г.
Балтазар започва духовническа кариера. Той следва в университет Росток, на който през 1467 г. е ректор. През 1479 г. той напуска духовническите си служби.
На 13 януари 1480 г. чрез майка му се сключва договор за подялба с по-големите му братя. Той управлява заедно с брат си Магнус II († 1503), а след смъртта му заедно с неговите синове.
На 7 ноември 1487 г. Балтазар се сгодява за Маргарета († 1526), сестрата на снаха му София, съпругата на херцог Магнус II, дъщеря на херцог Ерих II от Померания. Сватбата трябва да се състои на 24 август 1485 г., става обаче едва през есента 1487 г. Бракът е бездетен.
През 1479 г. в църквата „Възкресение Христово“ в Йерусалим Балтазар става рицар на Светия гроб Господен.
Той умира на 16 март 1507 г. (или по-вероятно на 17 март) във Визмар, където живее през последните си години, и е погребан в катедралата на Доберан.